# 2014年8月逝世人物列表
2014年逝世人物列表：1月 - 2月 - 3月 - 4月 - 5月 - 6月 - 7月 - 8月 - 9月 - 10月 - 11月 - 12月
2014年8月逝世人物列表，是用于汇总2014年8月期间逝世人物的列表。

## 依日期排序

### 31日
- 斯特凡·安德烈（羅馬尼亞語：Ștefan Andrei），83岁，罗马尼亚政治家，前外交部长。[1]
- 巴普，80岁，印度电影导演，心脏骤停死亡。[2]
- 卡洛·凡德內斯（Carol Vadnais），68歲，加拿大冰球運動員（波士頓棕熊、紐約遊騎兵），死於癌症。[3]
- 乔纳森·威廉斯（Jonathan Williams），71岁，英国赛车手。[4]
- 斯坦·戈德堡（Stan Goldberg），82歲，美國漫畫家。[5]
- 吉米·賈米森（Jimi Jamison），63歲，美國音樂家（生存者），死於疑似心臟病發作。[6]
- 高木久雄（日語：高木 久雄），90歲，日本德語文學學家、京都大學及京都外語大學名譽教授。死於肺炎。[7]
- 伊夫·卡塞勒（法語：Yves Carcelle），66歲，法國商人，前路易·威登行政總裁，死於腎癌。[8]
- 瑪麗亞·尤金妮亞·利亞馬斯（西班牙語：María Eugenia Llamas），70歲，墨西哥女演員。[9]

### 30日
- 大衛·米切爾爵士（Sir David Mitchell），86歲，英國政治人物，前英國國會貝辛斯托克與西北漢普夏選區議員。[10]
- 稻葉真弓（日語：稲葉 真弓），64歲，日本作家及詩人，曾以作品《半島へ》獲得谷崎潤一郎獎。死於胰臟癌。[11]
- 巴蒂·安德魯斯（Bud Andrews），74歲，美國電台主持人及監製。[12]
- 比潘·錢德拉，86歲，印度歷史學家。[13]
- 伊格爾·德克拉納（法語：Igor Decraene），18歲，比利時單車運動員，前世界公路自由車錦標賽青年男子組計時賽冠軍得主，自殺。[14]
- 菲利普·戈德吉安（法語：Philippe Gurdjian），69歲，法國賽車推廣者（法國大獎賽）與車手（勒芒24小时耐力赛）。[15]
- 維多利亞·馬洛里（Victoria Mallory），64歲，美國歌手和演員，死於胰腺癌。[16]
- 菲利佩·厄斯特林（西班牙語：Felipe Osterling），82歲，秘魯律師及政治人物，前司法部長與秘魯國會議員。[17]
- 曼努埃爾·佩特加斯（西班牙語：Manuel Pertegaz），96歲，西班牙時裝設計師。[18]

### 29日
- 大衛·巴拉（David Bala），67歲，新加坡喜劇演員和演員，死於心臟病。[19]
- 布雷西·布倫斯特倫（瑞典語：Brasse Brännström），69歲，瑞典演員。[20]
- 比約恩·瓦爾德加德（瑞典語：Björn Waldegård），70歲，瑞典拉力賽車手，1979年世界拉力锦标赛冠軍，死於癌症。[21]
- 龍虎勢朋（日語：龍虎 勢朋），73歲，原名鈴木忠清，日本大相撲手、時事評論員與演員。死於心肌梗塞。[22]
- 鄭炳華，59歲，前《星島日報》及《頭條日報》總採訪主任[23]。
- 半田雅和，47歲，日本男演員。死於心臟衰竭。

### 28日
- 孫仲旭，41歲，中國翻譯家，自殺身亡。[24]
- 費爾南多·孫蘇內吉（西班牙語：Fernando Zunzunegui），70歲，西班牙足球運動員（皇家马德里）。[25]
- 約翰·沃克（英語：John Anthony Walker Jr），77歲，美國前海軍軍官，1967年開始為蘇聯從事間諜工作長達17年，洩露了大量軍事機密給蘇聯，並且發展了自己的兒子，兄弟和朋友，讓他們在自己退休之後繼續從事間諜活動。之後由於前妻的檢舉被逮捕，1985年被法庭判處終身監禁，最後在美國一家監獄醫院去世。[26]
- 羅伯托·開羅（西班牙語：Roberto Cairo），51歲，西班牙演員，死於肺癌。[27]
- 格倫·科尼克（Glenn Cornick），67歲，英國貝斯手，死於心臟衰竭。[28]
- 哈爾·芬尼（Hal Finney），58歲，美國密碼專家和程序員，死於肌萎縮性側索硬化。[29]
- 伊萬·伊萬契奇，76歲，克羅地亞南斯拉夫鉛球運動員和教練。[30]
- 比爾·克爾（Bill Kerr），92歲，南非裔澳洲喜劇演員。[31]
- 傑克·卡夫（Jack Kraft），93歲，美國學院籃球教練。[32]
- 佩特·什波茨爾（捷克語：Petr Šporcl），72歲，捷克演員。[33]

### 27日
- 夏培肃，91岁，中国计算机专家和教育家，中国科学院院士。[34]
- 以西結·布勞恩（希伯來語：יחזקאל בראון），92歲，以色列作曲家。[35]
- 揚·格羅斯（挪威語：Jan Groth），68歲，挪威歌手，死於癌症。[36]
- 佩雷特（西班牙語：Peret），79歲，西班牙歌手、結他手和作曲家，死於肺癌。[37]
- 瓦列里·佩特羅夫，94歲，保加利亞詩人、編劇、劇作家和翻譯家，中風。[38]
- 桑迪·威爾遜（Sandy Wilson），90歲，英國作曲家及作詞人。[39]
- 讓-弗朗索瓦·貝爾特拉米尼（法語：Jean-François Beltramini），66歲，法國足球運動員。[40]
- 拉斯·莫蒂默（瑞典語：Lars Mortimer），68歲，瑞典漫畫家。[41]（死亡發現日期）
- 本諾·普盧德拉（德語：Benno Pludra），88歲，德國兒童文學作家。[42]
- 艾哈邁德·賽義夫（阿拉伯語：أحمد سيف），63歲，埃及人權律師。[43]

### 26日
- 克里斯蒂安·布爾坎（法語：Christian Bourquin），59歲，法國政治人物，前朗格多克-鲁西永大區議會主席。[44]
- 米倉齊加年（日語：米倉 斉加年），80歲，日本演員和舞台導演，死於腹主動脈瘤破裂。[45]
- 曾根中生（日語：曽根 中生），76歲，日本導演與編劇，死於肺炎。[46]

### 25日
- 雷蒙·埃查倫·伊斯圖里斯（西班牙語：Ramón Echarren Istúriz），84歲，西班牙羅馬天主教主教，前天主教加那利群岛教区主教。[47]
- 艾爾弗雷多·馬蒂尼（義大利語：Alfredo Martini），93歲，意大利單車運動員和教練。[48]
- 卡爾·莫利托（德語：Karl Molitor），94歲，瑞士奧運高山滑雪運動員。[49]

### 24日
- ，90歲，英國演員。[50]
- 安東尼奧·埃爾米里奧·德·莫萊斯（葡萄牙語：Antônio Ermírio de Moraes），86歲，巴西商人。[51]
- 列昂尼德·斯塔德尼克（烏克蘭語：Leonid Stadnyk），44歲，烏克蘭農夫，前世界最高的人，死於腦出血。[52]

### 23日
- 貝爾吉塔·史坦柏（瑞典語：Birgitta Stenberg），82歲，瑞典作家、插畫家和翻譯家，死於肝細胞癌。[53]
- 艾伯特·伊普瑟·步宗庫（法語：Albert Ebossé Bodjongo），24歲，喀麥隆足球運動員（JS卡比尔），遭物件拋砸頭部致死。[54]
- 安納夫娜·高薩夏（荷蘭語：Annefleur Kalvenhaar），20歲，荷蘭越野單車手，死於比賽意外。[55]
- 丹·馬吉爾（Dan Magill），93歲，美國大學網球教練和體育資訊主管。[56]
- 哈喬·邁耶（荷蘭語：Hajo Meyer），90歲，德國裔荷蘭物理學家和大屠殺倖存者。[57]
- 阿赫蒂·皮可拉（芬蘭語：Ahti Pekkala），89歲，芬蘭政治人物，前芬蘭議會發言人（英语：List of Speakers of the Parliament of Finland）。[58]
- 馬塞爾·里古（法語：Marcel Rigout），86歲，法國政治人物。[59]
- 菲律賓·德·羅斯柴爾德（法語：Philippine de Rothschild），80歲，法國釀酒師。[60]
- 烏梅·法高巴·普拉納（西班牙語：Jaume Vallcorba Plana），64歲，西班牙語言學家和出版商。[61]
- 英德日赫·貝德里奇（捷克語：Jindřich Pokorný），87歲，捷克翻譯家。[62]

### 22日
- 伊曼紐·基亞厄斯（英语：Emmanuel Kriaras），107歲，希臘詞典編纂者和語言學家。[63]
- 約翰·S·沃（John S. Waugh），85歲，美國化學家與麻省理工學院教授，曾獲得沃爾夫化學獎。[64]
- 約翰·埃克斯（John Fellows Akers），79歲，美國商人，前IBM總裁。[65]
- 瓊·阿博（Joan Erbe），87歲，美國演員。[66]
- 諾阿娜·勒杜克（Noella Leduc），80歲，美國棒球運動員。[67]
- 道格拉斯·桑·赫伊（Douglas Sang Hue），82歲，牙買加板球裁判。[68]
- 約翰·斯珀林（John Sperling），93歲，美國商人，鳳凰城大學創立者。[69]
- 薇娜·菲奧（Verna Vels），81歲，南非編劇和節目導演。[70]
- 埃德·惠特克（Ed Whitaker），76歲，美國庫存車車隊老闆。[71]
- 納里曼·梅達（Nariman Mehta），94歲，印度裔美國有機化學暨藥學家、1969年發明抗憂鬱藥安非他酮（Bupropion）。[72]

### 21日
- 格里·安德森（Gerry Anderson），69歲，英國廣播員（BBC北愛爾蘭）。[73]
- 海倫·班巴（Helen Bamber），89歲，英國心理治療師。[74]
- 羅伯特·漢森（Robert Hansen），75歲，美國連環殺手。[75]
- 吉恩·雷德帕斯（Jean Redpath），77歲，蘇格蘭歌手。[76]
- 艾伯特·雷諾茲（Albert Reynolds），81歲，愛爾蘭政治人物，前爱尔兰总理。[77]

### 20日
- 安東·巴士立（俄語：Анто́н Бу́слов），30歲，俄羅斯博客和雜誌專欄作家。[78]
- 鮑里斯·杜賓（俄語：Борис Дубин），67歲，俄羅斯社會學家和翻譯家。[79]
- B·K·S·艾揚格（B. K. S. Iyengar），95歲，印度瑜伽修行者，艾揚格瑜伽創始人，腎功能衰竭。[80]
- 喬爾·J·諾貝爾（Joel J. Nobel），79歲，美國物理學家。[81]
- 薩瓦·斯托伊科夫，89歲，塞爾維亞畫家。[82]
- 埃德蒙·索卡（Edmund Szoka），86歲，美國羅馬天主教主教、樞機，前天主教底特律總教區大主教與宗座梵蒂岡城國委員會主席。[83]
- 宮脇愛子（日語：宮脇 愛子），84歲，日本雕刻家。死於胰臟癌。[84]
- 金鎮雅（韓語：김진아），50歲，美籍韓裔女演員。[85]

### 19日
- 西敏·貝赫巴哈尼（波斯語：سیمین بهبهانی），87歲，伊朗作家和詩人。[86]
- 山姆·福斯特（Sam Foster），82歲，英國政治人物，前北愛爾蘭議會議員。[87]
- 迪努·帕特里丘（羅馬尼亞語：Dinu Patriciu），64歲，羅馬尼亞商人和政治人物，死於肝病。[88]
- 沃爾特·瑟林（德語：Walter Thirring），87歲，奧地利物理學家。[89]
- 薩米赫·卡西姆（阿拉伯語：سميح القاسم），75歲，巴勒斯坦德魯茲派詩人和記者。[90]
- 理察·道恩豪爾（Richard Dauenhauer），72歲，美國詩人與翻譯家，死於胰腺癌。[91]
- 詹姆斯·福利（James Foley），40歲，美國攝影記者，被斬首。[92]（死亡報導日期）
- 布萊恩·G·赫頓（Brian G. Hutton），79歲，美國電影導演（《浪子歌王》）。[93]
- 坎迪達·萊西特·格倫（Candida Lycett Green），71歲，英國作家，死於胰腺癌。[94]
- 湯姆·佩夫斯納（Tom Pevsner），87歲，德國出生的英國電影製片人。[95]
- 敖德薩·撒費恩（Odessa Sathyan），56歲，印度紀錄片導演，死於胰腺癌。[96]
- 瑪魯哈·比拉爾塔（Maruxa Vilalta），81歲，墨西哥劇作家和戲劇導演。[97]

### 18日
- 山姆·加爾布雷思（Sam Galbraith），68歲，英國政治人物，英國國會及蘇格蘭議會議員。[98]
- 詹姆斯·亞歷山大·戈登（James Alexander Gordon），78歲，英國廣播電台主持人。[99]
- 吉姆·傑福茲（Jim Jeffords），80歲，美國政治人物，前美國眾議院佛蒙特州單一國會選區代表議員及美国参议院佛蒙特州代表議員。[100]
- 關山信之（日語：関山 信之），80歲，日本政治人物，前日本眾議院議員，死於胃癌。[101]
- 勞倫斯·N·瓜里諾（Lawrence N. Guarino），90歲，美國空軍上校、戰俘。[102]
- 讓·尼古拉（法語：Jean Nicolay），76歲，比利時足球運動員。[103]
- 阮清歡，74歲，越南羅馬天主教主教，前天主教潘切教区主教。[104]
- 唐·帕爾多（Don Pardo），96歲，美國廣播電視播音員（週六夜現場、危险边缘）。[105]
- 道格·威廉（Doug William），91歲，澳洲澳式足球運動員（卡爾頓）。[106]

### 17日
- 森美·康恩（Sammy Conn），52歲，蘇格蘭足球運動員（艾迪爾、法尔科克）。[107]
- 柏克·克諾德森（挪威語：Børre Knudsen），76歲，挪威反墮胎積極分子。[108]
- 沃爾夫岡·萊昂哈德（德語：Wolfgang Leonhard），93歲，德國歷史學家，最後一名烏布利希集團（英语：Ulbricht Group）成員。[109]（死亡發現日期）
- 蘇菲·馬斯洛夫（Sophie Masloff），96歲，美國政治人物，前匹茲堡市市長（英语：List of mayors of Pittsburgh）。[110]
- 鍾妮·史賓納（Joanie Spina），61歲，美國魔術師。[111]
- 三島敏夫（日語：三島 敏夫），87歲，日本演歌歌手，死於缺氧。[112]
- 皮埃爾·瓦斯留（法語：Pierre Vassiliu），76歲，法國歌手。[113]

### 16日
- 曾澍基，64歲，香港浸会大学經濟系退休教授。[114]
- 派崔克·阿齊扎（Patrick Aziza），67歲，尼日利亞軍方官員和政治領袖，前凱比州州長（英语：List of Governors of Kebbi State），死於癌症。[115]
- 馬里奧·奧里亞尼-安布羅西尼（Mario Oriani-Ambrosini），53歲，南非政治人物，死於肺癌。[116]
- 彼得·朔爾-拉圖爾（德語：Peter Scholl-Latour），90歲，德國報紙和電視記者、中東記者和作家。[117]
- 木田元（日語：木田 元），85歲，日本哲學家、中央大學名譽教授，死於肺炎。[118]
- 大衛·格拉斯（希伯來語：דוד גלס），77歲，以色列政治人物，前以色列國會議員。[119]
- 弗謝沃洛德·納瑟高（烏克蘭語：Всеволод Нестайко），84歲，烏克蘭兒童文學家。[120]
- 科瑞·葛里芬（Corey Griffin），27歲，冰桶挑戰發起人之一，意外身亡。[121]

### 15日
- 陳癸淼，81歲，中華民國政治人物、新黨創黨人之一，曾任國立中興大學教授及立法委員等職。[122]。
- 葉志華，44歲，香港TVB資深武術演員，死於肺癌[123]。
- 揚·艾凱爾（波蘭語：Jan Ekier），100歲，波蘭鋼琴家、作曲家、比賽評判與蕭邦研究權威。[124]
- 約瑟夫·T·沃爾什（Joseph T. Walsh），84歲，美國法官，前特拉華州最高法院（英语：Delaware Supreme Court）法官，死於癌症。[125]
- 莉西亞·阿爾巴尼西（義大利語：Licia Albanese），101歲，意大利出生的美國歌劇女高音。[126]
- 詹姆斯·R·卡里根（James R. Carrigan），84歲，美國法官，前美国科罗拉多联邦地区法院與科羅拉多州最高法院（英语：Colorado Supreme Court）法官。[127]
- 里克·帕拉沙爾（Rick Parashar），50歲，美國唱片監製（珍珠果酱乐队、爱丽丝囚徒），死於血栓。[128]
- 舩橋晴俊（日語：舩橋 晴俊），66歲，日本社會學家、法政大學教授。[129]
- 柴生芳，45歲，甘肃省定西市临洮县委副书记、县长。心源性猝死。[130]

### 14日
- 哈維爾·古斯曼（西班牙語：Javier Guzmán），69歲，墨西哥足球運動員（藍十字體育會、國家隊），死於糖尿病。[131]
- 傑伊·亞當斯（Jay Adams），53歲，美國滑板愛好者。[132]
- 馬里亞納·布里斯基（西班牙語：Mariana Briski），48歲，阿根廷女演員，死於乳癌和肺癌。[133]
- 倫納德·費恩（Leonard Fein），80歲，美國猶太活動家、學者、編輯、專欄作家和作者。[134]
- 喬治·V·漢森（George V. Hansen），83歲，美國政治人物，前美国众议院愛達荷州第二國會選區代表議員。[135]
- 王業鍵（Yeh-Chien Wang），85岁，中華民國中央研究院第二十屆(人文及社會科學組)院士。[136]

### 13日
- 愛德華多·康博斯（葡萄牙語：Eduardo Campos），49歲，巴西總統候選人、曾任伯南布哥州州长，空難身亡（英语：2014 Cessna Citation 560 XLS+ crash）。[137]
- 法蘭斯·布魯根（荷蘭語：Frans Brüggen），79歲，荷蘭音樂家。[138]
- 伊迪斯·佛來格（Edith Flagg），94歲，羅馬尼亞出生的美國時裝設計師，使用聚酯的先驅，自然逝世。[139]
- 蘇萊曼·施巴（土耳其語：Süleyman Seba），88歲，土耳其足球運動員和體育高層，前贝西克塔斯体操俱乐部主席，呼吸道感染。[140]
- 高隆巴·多明戈斯（西班牙語：Columba Domínguez），85歲，墨西哥演員。[141]
- 庫爾特·切恩舍爾（德語：Kurt Tschenscher），85歲，德國足球裁判。[142]

### 12日
- 洛琳·白考兒（Lauren Bacall），89歲，美國知名女演員。[143][144][145]
- 珀迪·克勞福（Purdy Crawford），82歲，加拿大公司律師和金融家。[146]
- 阿爾琳·馬泰爾（Arlene Martel），78歲，美國女演員（《星際爭霸戰》、《陰陽魔界》）。[147]
- 卡齊米日·添皮斯（波蘭語：Kazimierz Trampisz），85歲，波蘭足球運動員。[148]
- 雙津龍順一（日語：双津竜 順一），64歲，原名山本順一（日語：山本 順一），日本前大相撲手。[149]
- 米格爾·巴哈雷斯（西班牙語：Miguel Pajares），75歲，西班牙天主教神父，在賴比瑞亞罹患伊波拉出血熱，送回西班牙治療仍不治身亡。[150]

### 11日
- 羅賓·威廉斯（Robin Williams），63歲，美國知名男演員，自杀身亡。[151]
- 李克曼，78歲，原名皮埃爾·里克曼斯（荷蘭語：Pierre Ryckmans），比利時裔澳洲外交官、漢學家、作家。[152]（死亡發現日期）
- 弗拉迪米尔·贝亚拉，85歲，南斯拉夫足球運動員及經理人。[153]
- 雷蒙·格拉韋爾（Raymond Gravel），61歲，加拿大魁北克獨立運動政治人物與羅馬天主教神父，死於肺癌。[154]
- 默爾·G·卡恩斯（Merle G. Kearns），76歲，美國政治人物，前俄亥俄州參議院與众议院議員。[155]（死亡發現日期）
- 禾·杜里（Vol Dooley），87歲，美國路易西安納州博西爾縣警長。[156]
- 羅爾夫·拉森（Rolf Larsen），79歲，美國法官，前賓夕法尼亞州最高法院法官及唯一被宾夕法尼亚州参议院成功彈劾的法官，肺癌。[157]
- 瑪莉安·米恩（Marion Milne），79歲，美國政治人物，前佛蒙特州眾議院（英语：Vermont House of Representatives）議員。[158]
- 雅典·斯泰利奧（義大利語：Stelio Nardin），74歲，意大利足球運動員（那不勒斯）。[159]
- 基卡·沙絲吉松華（波蘭語：Kika Szaszkiewiczowa），97歲，波蘭藝術家、作家和博客。[160]
- 喬·偉各素（Joe Viskocil），61歲，美國視覺特效藝人（《星際大戰四部曲：曙光乍現》、《阿波罗13号》），死於多器官功能衰竭併發症。[161]

### 10日
- 斯里·奎師那·斯雷斯塔，44歲，尼泊爾演員，死於肺炎。[162]
- 弗雷德里克·雅各·雷根·希貝（英语：Frederick Jacob Reagan Heebe），91歲，美國法官，前美国路易斯安那东区联邦地区法院首席法官。[163]
- 吉姆·肯孟（Jim Command），85歲，美國棒球運動員（費城費城人）。[164]
- 鮑伯·維斯勒（Bob Wiesler），83歲，美國棒球運動員（紐約洋基、明尼苏达双城）。[165]

### 9日
- 中井康之（日语：中井康之），60歲，前日本職業棒球運動員（讀賣巨人）。死於食道癌。[166]
- 安德烈·巴爾（烏克蘭語：Андрій Баль），56歲，前烏克蘭足球運動員（蘇聯國家隊）與教練（烏克蘭國家隊），死於血栓。[167]
- 查爾斯·基廷（Charles Keating），72歲，英國演員，死於癌症。[168]
- 恩里克·皮斯（西班牙語：Henry Pease），69歲，秘魯政治人物與政治學家。[169]
- 小凱文·沃德（Kevin Ward, Jr.），20歲，美國短跑賽車司機，死於交通意外。[170]

### 8日
- 拉爾夫·布賴恩（Ralph Bryans），72歲，北愛爾蘭格蘭披治摩托車賽車手。[171]（死亡發現日期）
- 梅納哈姆·戈蘭（希伯來語：מנחם גולן），85歲，以色列電影導演和製片人。[172]
- 萊昂納多·黎牙實比（Leonardo Legaspi），78歲，菲律賓羅馬天主教主教，前天主教卡塞雷斯總教區大主教與聖道頓馬士大學校長，死於肺癌。[173]
- 丹尼·梅菲（Danny Murphy），58歲，美國演員（《情迷索瑪莉》），死於癌症。[174]（死亡發現日期）
- 彼得·斯克爾索普（Peter Sculthorpe），85歲，澳洲作曲家。[175]
- 亨利·史東（Henry Stone），93歲，美國唱片公司高管和唱片製作人。[176]
- 盧斯亞諾·比斯（義大利語：Luciano Bux），78歲，意大利羅馬天主教主教，前天主教奧皮多馬梅爾蒂納-帕爾米教區主教。[177]
- 埃德蒙·約翰·帕特里克·柯林斯（Edmund John Patrick Collins），83歲，澳洲羅馬天主教主教，前天主教達爾文教區主教。[178]
- 朴省身（朝鲜语：박성신），45歲，韓國歌手，猝死。[179]

### 7日
- 維克多·法亞（西班牙語：Víctor Fayad），59歲，阿根廷政治人物，前門多薩市長，死於縱隔腫瘤。[180]
- 佩里·莫斯（Perry Moss），88歲，美國美式足球教練及運動員。[181]
- 丹尼斯·威廉士爵士（Sir Denys Williams），84歲，前署理巴貝多總督。[182]
- 東中光雄（日语：東中光雄），90歲，日本政治人物，日本共產黨黨籍，前日本眾議院議員。[183]
- 金文錫（韓語：김문석），88歲，韓國記者、企業家與民主韓國黨政治人物。[184]

### 6日
- 貝久·伊姆雷（匈牙利語：Bajor Imre），57歲，匈牙利演員，死於腦腫瘤。[185]
- 潘·庫馬·夏爾馬（英语：Pran Kumar Sharma），73歲，印度漫畫家，死於癌症。[186]
- 斯蜜塔·他赫卡（英语：Smita Talwalkar），59歲，印度電影女演員、製片人和導演，死於卵巢癌。[187]
- 葉國忠，62歲，香港前市政局及前油尖旺區議員。[188]
- 阿南達·W·P·古魯格（英语：Ananda W. P. Guruge），英語：），87歲，斯里蘭卡外交官和學者。[189]
- 肯·盧卡斯（Ken Lucas），73歲，美國職業摔跤手。[190]

### 5日
- 阿爾溫德·阿布特（英语：Arvind Apte），79歲，印度板球運動員，死於前列腺癌。[191]
- 瑪莉蓮·伯恩斯（英语：Marilyn Burns），64歲，美國女演員。[192]
- 哈羅德·J·格林（英语：Harold J. Greene），55歲，美國陸軍少將，在阿富汗中槍身亡。[193]
- 内梅特·翁盖洛（匈牙利語：Németh Angéla），68歲，匈牙利奧運冠軍標槍運動員。[194]
- 弗拉基米爾·奧羅夫（英語：Vladimir Orlov），74歲，俄羅斯小說家。[195]
- 羅德里戈·德·特里亞諾（Rodrigo de Triano），25歲，英國純種賽馬，死於肺炎。[196]
- 笹井芳樹（日語：笹井 芳樹），52歲，日本理化學研究所胚胎學學者，上吊自殺。[197]
- 傑西·倫納德·史坦菲德（英语：Jesse Leonard Steinfeld），87歲，美國海軍軍官和醫生。[198]
- 漫畫太郎（日语：マンガ太郎），72歲，原名朝倉康夫（日語：朝倉 康夫），日本漫畫家。死於肝癌。[199]
- 德米特里·亞諾索夫（俄語：Дми́трий Ано́сов），77歲，俄羅斯數學家。[200]
- 查普曼·平斯徹（英语：Chapman Pincher），100歲，英國記者與歷史學家。[201]

### 4日
- 李中权，100歲，中国人民解放军将领、中国人民解放军开国少将[202]。
- 詹姆斯·布雷迪（James Brady），73歲，美國政府官員、槍支管制倡導者，前白宮新聞秘書，雷根遇刺案倖存者。[203]
- 艾瑪·埃里仲杜·拉米雷斯（西班牙語：Irma Elizondo Ramírez），68歲，墨西哥政治人物，前墨西哥众议院科阿韋拉州代表議員。[204]
- 拉斐爾·聖克魯斯（西班牙語：Rafael Santa Cruz），53歲，秘魯音樂家和演員。[205]
- 切斯特·克蘭德爾（Chester Crandell），68歲，美國政治人物，前亚利桑那州众议院與参议院議員。[206]
- 沃爾特·馬塞（Walter Massey），85歲，加拿大演員。[207]
- 磯田和一（日语：磯田和一），72歲，日本漫畫家、散文家。死於心臟衰竭。[208]
- 谢樵，24歲，生前系云南省公安边防总队医院中医科战士，武警中士警衔，在参加昭通鲁甸地震救援时墜落堰塞湖英勇牺牲。[209]

### 3日
- 愛德華·克蘭西（Edward Clancy），90歲，澳洲天主教主教，前天主教悉尼总教区大主教。[210]
- 克里斯蒂安·弗雷蒙特（法語：Christian Frémont），72歲，法國政治人物，尼古拉·萨科齐政府的參謀長，安道爾大公在法國的代表。[211]
- 帶宏志（日語：帯ひろ志），54歲，日本漫畫家。死於腦幹出血。[212]
- 麥安歐·奧朗則布，86歲，巴基斯坦政治人物，前開伯爾-普什圖省與俾路支省省長。[213]
- 史蒂夫·普斯（Steve Post），70歲，美國廣播電台主持人，死於結腸癌和肺癌。[214]
- 傑斯·馬洛（Jess Marlow），84歲，美國廣播公司新聞主播。[215]

### 2日
- 艾倫·T·皮考克爵士（Sir Alan T. Peacock），92歲，英國經濟學家。[216]
- 皮特·范·維倫（Pete van Wieren），69歲，美國體育廣播主持人，死於癌症。[217]
- 奧爾加·沃羅涅茨（俄语：Воронец, Ольга Борисовна）（英语：Olga Voronets），88歲，俄羅斯女中音民謠歌手。[218]
- 笑福亭小松（日語：笑福亭 小松），57歲，原名夏東雁（韓語：하동안），韓國籍日本落語家，急性心肌梗塞。[219]
- 巴巴拉·普拉默（德語：Barbara Prammer），60歲，奧地利政治人物，前聯邦婦女事務和消費者保護部長及奧地利國民議會議長，死於胰腺癌。[220]
- 島津久厚（日語：島津 久厚），95歲，日本企業家，都城島津氏（日语：北郷氏）第28代當主，前男爵、學校法人學習院（日语：学校法人学習院）院長，死於急性心臟衰竭。[221]

### 1日
- 白奧卡夫·華里恩森，41歲，白俄羅斯足球運動員和教練，死於血栓。[222]
- 揚·羅·力夫（挪威語：Jan Roar Leikvoll），40岁，挪威作家。[223]
- 羅德·德阿夫（Rod de'Ath），64歲，威爾士鼓手，死於癌症。[224]
- 麥可·約翰斯（Michael Johns），35歲，《美國偶像》出身的澳洲創作歌手，死於血栓。[225]
- 賽義德·薩利赫（阿拉伯語：سعيد صالح），76歲，埃及男演員。[226]
- 米克·史密夫（Mike Smith），59歲，英國電視和電台主持人，死於心臟手術的併發症。[227]
- 楊文淦，87歲，台灣電影導演，台灣紀錄片之父，病逝。[228]
- 陈晓刚，45岁，中国金融人物，长信基金首席风控官。[229]